# Auftragsmalerei

Klassische Auftragsmalerei: Das für die Amsterdamer Schützengilde von Rembrandt angefertigte Gemälde Die Nachtwache (1642)

Als Auftragsmalerei werden Bilder bezeichnet, die aufgrund eines konkreten Auftrages gemalt wurden.
Als Auftragsarbeiten entstandene Ölgemälde und Wandmalereien waren jahrhundertelang Bestandteil künstlerischen Schaffens. Königs- und Fürstenhäuser waren neben der Kirche wichtige Auftraggeber für Künstler und Maler. Die Herrscher benutzten die Kunst zu Propagandazwecken, aber auch, um sich bekannt zu machen und ins rechte Licht zu rücken. Adlige und vermögende Bürger wie z. B. Kaufleute strichen bis ins 19. Jahrhundert mit Hilfe der bestellten Porträts, Stillleben und Landschaften ihren wirtschaftlichen Erfolg und gesellschaftlichen Status heraus.  
Ein erheblicher Anteil der heute in namhaften Kunstmuseen weltweit ausgestellten Werke alter Meister wie Albrecht Dürer, Peter Paul Rubens, Caspar David Friedrich oder Michelangelo Merisi da Caravaggio geht auf Aufträge wohlhabender Kunden und Mäzene zurück. Eine der bekanntesten Auftragsmalereien ist Die Nachtwache von Rembrandt van Rijn. Er fertigte dieses Gemälde 1642 im Auftrag der Amsterdamer Schützengilde. Auch die Fresken in der Sixtinischen Kapelle, vor allem von Michelangelo, waren Auftragsarbeiten.
Mit der Verbreitung der Fotografie im 19. Jahrhundert ebbte die Bedeutung insbesondere der auftragsbezogenen Porträtmalerei in Europa ab. 
Der Auftraggeber eines Künstlers unterscheidet sich deutlich von einem Mäzen, dessen finanzielle Förderung vor allem von dem begeisterten Interesse für Kunst und Wissenschaft bestimmt wird, und nicht von einem unmittelbar zu erwartenden Nutzen. Zwar kann der Mäzen durchaus ein eigenes Interesse verfolgen, etwa den Gewinn von Ansehen, wie es heutzutage bewusst im Sponsoring eingesetzt wird, aber er fordert keine spezielle Gegenleistung. 
Ansätze zu einem Wiedererstarken auftragsbezogener Ölmalerei sind seit einigen Jahren durch die Angebote internetbasierter Malwerkstätten zu verzeichnen. Standardisierte Fertigungsabläufe in Verbindung mit Künstlerkooperationen und günstigen Kostenstrukturen haben in Westeuropa und den USA wieder zu einem zunehmenden Interesse an individuellen Ölgemälden nach Fotovorlage geführt.